# 旅行人
旅行人（りょこうじん）とは、バックパッカーのための旅行雑誌、またはそれら旅行書籍の出版を行う出版社。発行・編集人は『ゴーゴー・インド』などの著書で知られる旅行作家の蔵前仁一。住所は東京都練馬区東大泉。

## 概要
1988年10月、『遊星通信』として創刊。創刊当時は12ページのコピー誌で、発行部数は50部だった。1993年10月から誌名を『旅行人』と改め、本格的な旅行雑誌として月刊での発行が開始される。この年、初めての単行本となる「アフリカ旅行情報ノート」を出版（発行：旅行人、発売：凱風社）。1994年、発行部数が1000部に達し、第三種郵便物として認可される。1995年、発行部数が2000部に達し、出版社が立ち上げられる。1996年、初のガイドブック『旅行人ノート①チベット』が発行される。2004年、『旅行人』3・4月合併号（通巻143号）発行後3ヵ月の休刊に入り、同年7月の発行再開から季刊となる。さらに2008年、季刊から年2回刊となり、2011年12月発行の第165号をもって休刊した。2017年に「1号だけ復刊号」として166号が発行されている。『旅行人』執筆陣からは、岡崎大五、グレゴリ青山、宮田珠己、田中真知、大倉直などの作家・エッセイスト・イラストレーターを輩出した。
なお、ガイドブック・エッセイ集などの単行本は引き続き発売されている。

## 特徴
- ガイドブックは、料金の高いホテルやレストランの情報の掲載が抑えられ、多くの読者投稿によって支えられている安宿やゲストハウス、出入国状況、ほか些細でも役に立つ旅行情報が掲載されている。
- 西チベット、ラダック、バングラデシュ、アッサムなど、大手出版社のガイドブックではカバーされていない地域のガイドブックも出版している。

## 単行本
- 『バックパッカー・パラダイス』（さいとう夫婦）
- 『旅のグ』（グレゴリ青山）
- 『天下太平洋物語』（おがわかずよし）